# Архиепархия Гандинагара
Архиепархия Гандинагара (лат. Archidioecesis Gandhinagarensis) — архиепархия Римско-Католической церкви c центром в городе Гандинагар, Индия. В митрополию Гандинагара входят епархии Ахмадабада, Бароды, Раджкота. Кафедральным собором архиепархии Гандинагара является Премаватар Ису Мандир.

## История
11 октября 2002 года Римский папа Иоанн Павел II издал буллу Dilecta in Indiae, которой архиепархию Гандинагара, выделив её епархии Ахмадабада.

## Ординарии архиепархии
- архиепископ Stanislaus Fernandes (11.10.2002 — 12.06.2015, в отставке);
- архиепископ Thomas Ignatius Macwan (12.06.2015 — по настоящее время).

## Источник
- Annuario Pontificio, Libreria Editrice Vaticana, Città del Vaticano, 2003, ISBN 88-209-7422-3
- Булла Dilecta in Indiae Архивная копия от 18 мая 2014 на Wayback Machine  (лат.)